# Quinoa
Quinoa (gesprochen kiˈnoːa, auch Quinua, gesprochen ˈkinwɑ, ursprünglich von Quechua: kinwa, Aussprache: ˈkinwɑ) (Chenopodium quinoa), auch Reismelde, ist eine Pflanzenart aus der Gattung der Gänsefüße in der Familie der Fuchsschwanzgewächse (Amaranthaceae).

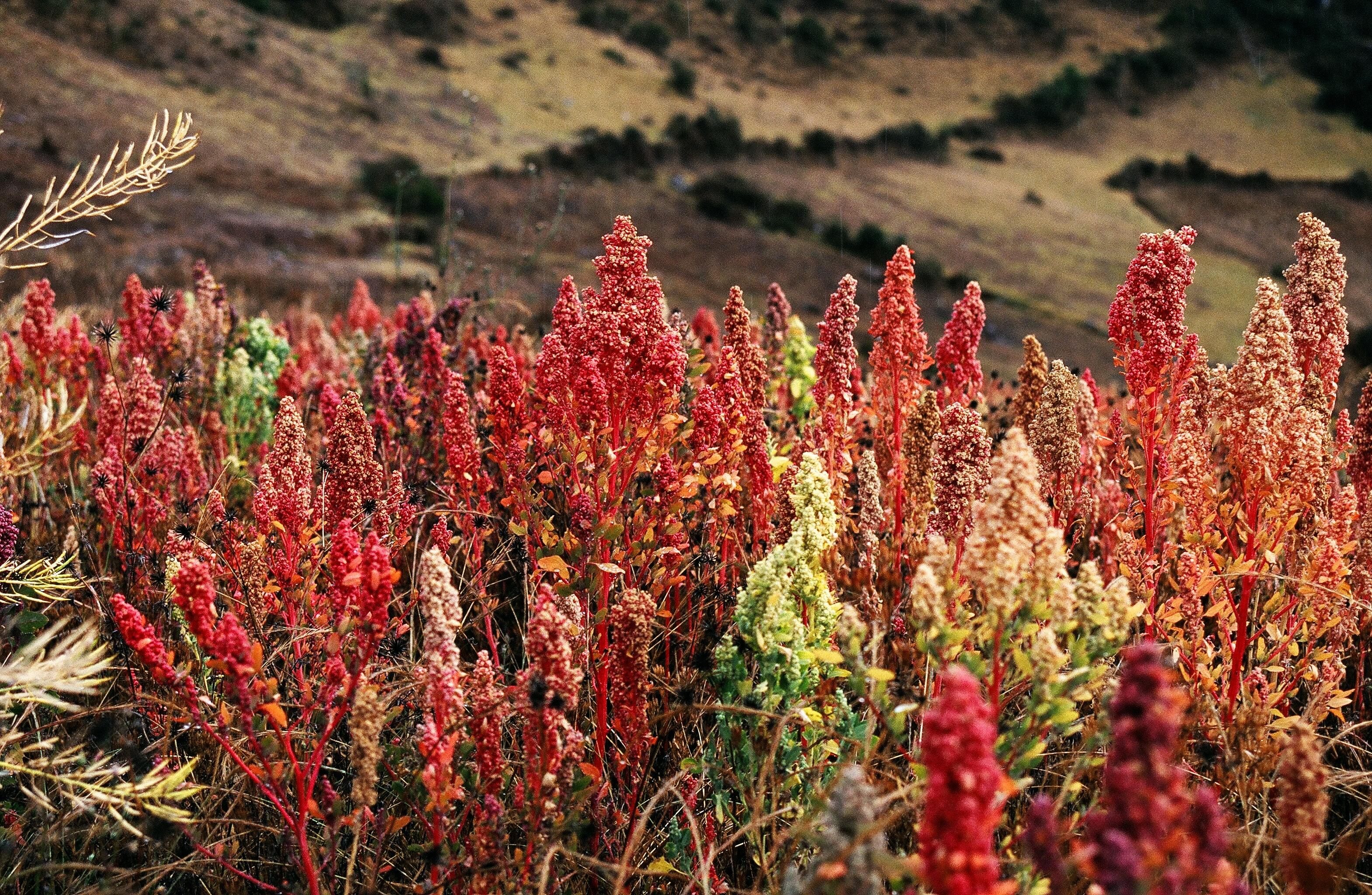
Quinoapflanzen auf 3800 Meter Meereshöhe in der Region Apurímac in Peru

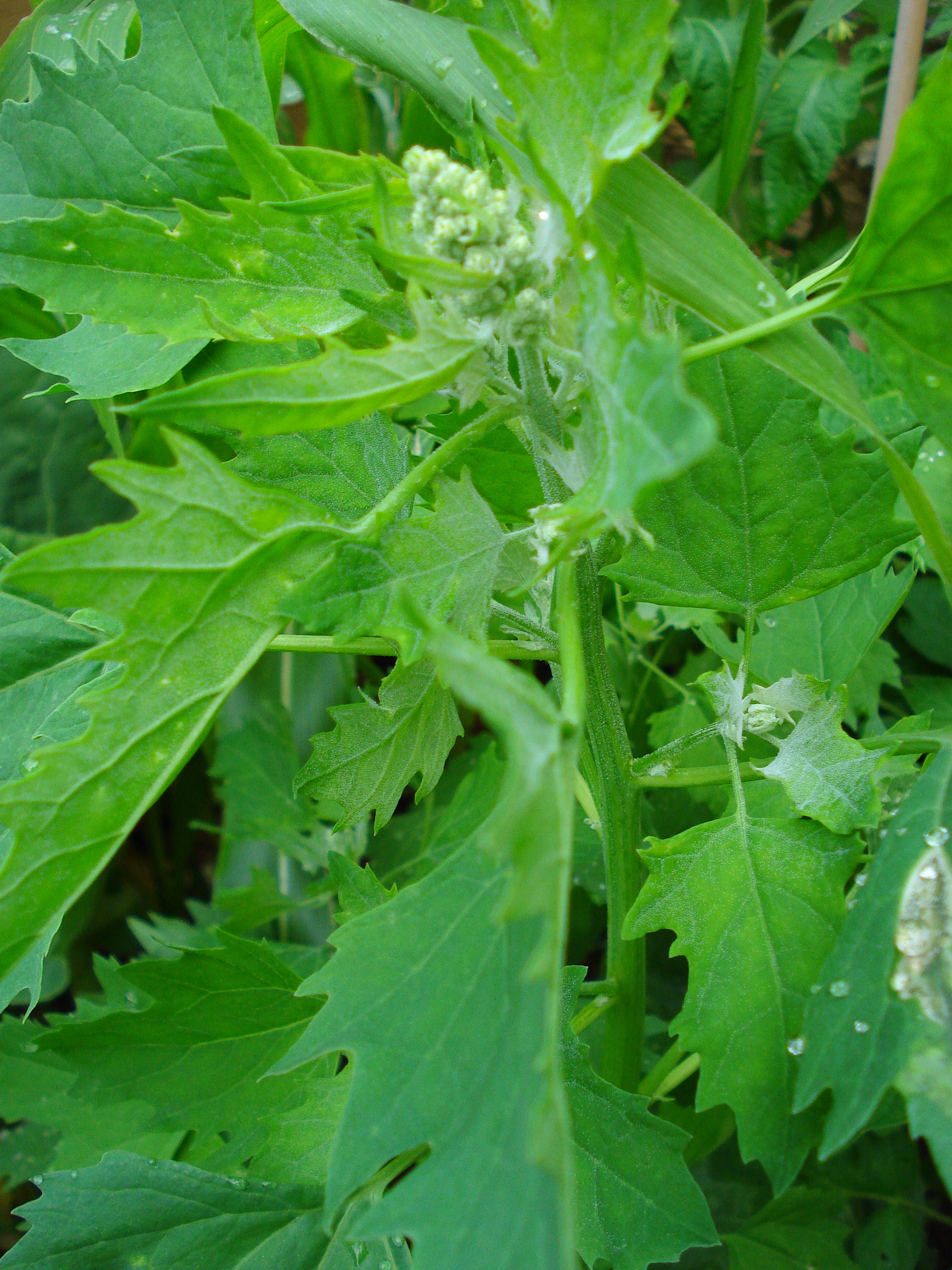
Quinoa (Chenopodium quinoa)

## Bedeutung
In den Anden ist sie seit etwa 5000 Jahren als Kulturpflanze bekannt. Die Pflanzen sind anspruchslos und gedeihen bis in Höhen von 4200 m. Der nah verwandte und ähnlich verwendete Chenopodium pallidicaule (Cañihua) wird bis in 4550 m Höhe angebaut.
Die kleinen, durchschnittlich ca. 1–2 mm großen und ca. 1–5 mg schweren einsamigen Nüsschen dieser Pflanzen sind in diesen Hochregionen ein wichtiges Grundnahrungsmittel der Bergvölker, da Mais in diesen Höhen nicht angebaut werden kann. Das Tausendkorngewicht beträgt ca. 1–5 g.
UN-Generalsekretär Ban Ki-moon erklärte das Jahr 2013 zum Jahr der Quinoa. Die Pflanze soll aufgrund ihrer spezifischen Vorteile helfen, den Hunger auf der Welt, gerade in Zeiten des Klimawandels, zu bekämpfen.

## Beschreibung
Quinoa ist eine einjährige, meistens gynomonözische (das bedeutet: es sind neben rein weiblichen auch zwittrige Blüten vorhanden), krautige Pflanze mit einer Wuchshöhe von 50–300 cm. Sie bildet reich verzweigte Pfahlwurzeln aus, normalerweise ca. 30–50 cm lang, diese können aber bis 1,5 m tief reichen. Der Stängel ist aufrecht, anfangs innen weich und massiv, später hohl und schwammig, außen fest und kompakt. Unten ist er zylindrisch, später gerippt und kann grün, gelb, violett, dunkelrot oder gestreift sein, mit bis zu 5 cm Durchmesser. Er ist normalerweise verzweigt, gelegentlich aber auch unverzweigt.
Die Blätter sind vierseitig-wechselständig, mit einem an der Oberseite geriffelten Stiel, einfach, dicklich, bis 15 cm lang und bis 8 cm breit, anfänglich grün, später gelb, violett oder rot. Die polymorphen Blätter sind im unteren Teil der Pflanze kellenförmig (trullate), dreinervig, selten ganzrandig, meistens buchtig gezähnt, im oberen Teil schmalelliptisch bis lanzettlich, fiedernervig, ganzrandig oder auch buchtig gezähnt, mit kürzeren Stielen. Die Blätter erscheinen mit ebener oder welliger Oberfläche und sind ohne Nebenblätter. Die jungen Blätter sind an der Unterseite oft fein behaart.
Die endständigen, aufrechten, gelben, roten, aber auch rosa-orange und violetten Blütenstände erscheinen in verschiedenen Formen, sie können 15–70 cm lang werden und sind etwa 5–30 cm im Durchmesser, sie bestehen aus knäueligen Teilblütenständen mit jeweils einer Länge von 1–5 cm.
Die in Knäueln erscheinenden Blüten sind unscheinbar, weiblich (2–5 mm) oder hermaphroditisch (3 mm), bei Hybriden können auch sterile männliche auftreten, sie sind stiellos und fünfteilig, ohne Kronblätter. Die fünf Tepalen sind bootförmig, außen gekielt und mehr oder weniger spitz. Die zwittrigen Blüten besitzen fünf Staubblätter und 2–3 federige Narben sowie einen Fruchtknoten, die weiblichen sind ohne Staubblätter. Der oberständige Fruchtknoten entwickelt sich nach der Selbst- oder Fremdbefruchtung zu einer linsenartigen (lentikularen), elliptoiden, rund- bis scharfkantigen, etwa 1–4 mm großen, harten, gelben, orange, roten, rosa, weißen, cremefarbigen, braunen, grauen oder schwarzen (Perikarp), zweikeimblättrigen, mehrschichtigen Achäne. Der Embryo ist krummläufig (kampylotrop) angelegt und umringt das stärkereiche Perisperm median.
Sie ist frost- und trockenheitsresistent und wächst auf durchlässigen, stickstoff- und kalziumhaltigen Böden, mit einem pH-Wert von 4,5 bis 9, am besten sandigen bis sandig-lehmigen Böden. Sie akzeptiert gut verschiedene Klimata, der Temperaturbereich liegt bei −8 °C bis +38 °C, ideal ist 15–20 °C. Quinoa ist je nach Genotyp eine Langtagpflanze (LTP) oder Kurztagpflanze (KTP), sowie auch neutral.
Quinoa ist eine fakultative, C3, recreto-endo-Halophyte, welche überschüssiges Salz in ältere Blätter ableitet, diese werden anschließend welk und werden abgeworfen. Dass Salz über bzw. in epidermale Blasenzellen (EBCs; Blasenhaare, Trichome) (Papilla) ausgeschieden bzw. dort einlagert wird, hat sich nicht bestätigt. Oft sind Teile der Pflanze mit diesen bläschenförmigen, farblosen, durchsichtigen oder violett pigmentierten Speicherzellen (EBCs) bedeckt, häufig auf jungen Blättern.

## Genetik

Grafische Darstellung zur Ontogenese des Quinoa-Genoms: Verdopplung eines diploiden Genoms (2n) führt zur Tetraploidie (4x).

Quinoa ist allotetraploid mit einer Chromosomenzahl von 2n  =  4x =  36. Als Allotetraploide ist sie hervorgegangen aus der Hybridisierung zweier diploider Elternarten, deren Genom jeweils als A und B bezeichnet wird. Quelle des A-Genoms ist Chenopodium pallidicaule Aellen (Cañahua, oder Kañiwa genannt), eine einjährige Art der Anden, die ebenfalls kultiviert wird. Quelle des B-Genoms ist der schwedische Gänsefuß Chenopodium suecicum Murr. Vermutlich fand das primäre Hybridisierungs-Ereignis in Nordamerika statt. Bei Quinoa ist das gesamte Genom gegenüber dem kombinierten Genom der Elternsippen vermutlich nochmals einmal komplett verdoppelt worden, zusätzlich kam es zu umfangreichen Umbau des gesamten Genoms mit großflächigem Austausch homologer Abschnitte der beiden Elternarten zwischen verschiedenen Chromosomen. Auf die Bildung der (heute hypothetisch erschlossenen) allotetraploiden Stammsippe geht eine Reihe wild wachsender, spontan verwilderter oder kultivierter Sippen hervor, darunter vor allem der Berlandiers Gänsefuß Chenopodium berlandieri Moq. und der Bocks-Gänsefuß Chenopodium hircinum Schrad. Nach den genetischen Daten ist der Bocks-Gänsefuß am nächsten verwandt. Da verschiedene genetische Linien von Quinoa und Bocks-Gänsefuß gegeneinander nicht monophyletisch sind, ist es möglich, dass die Tiefland- und die Hochland-Form von Quinoa unabhängig voneinander aus Ahnen aus dieser Art hervorgegangen wären. Dies deutet auf eine zweimalige, unabhängige Domestikation von Quinoa, einmal im chilenischen Küstenland und einmal im Altiplano, hin.
Die meisten Quinoa-Kultivare, Landrassen und Sippen sind genetisch relativ uniform, was auf vorherrschende Selbstbestäubung zurückgeführt wird.

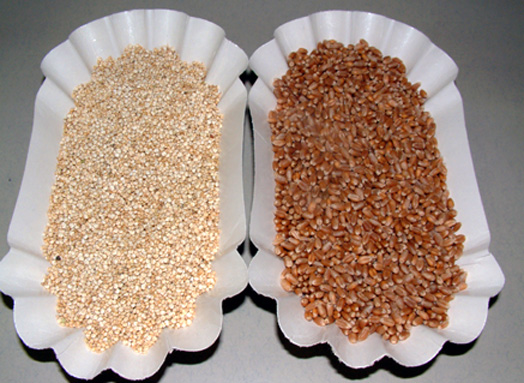
Vergleich Quinoa (links) und Weichweizen (rechts)
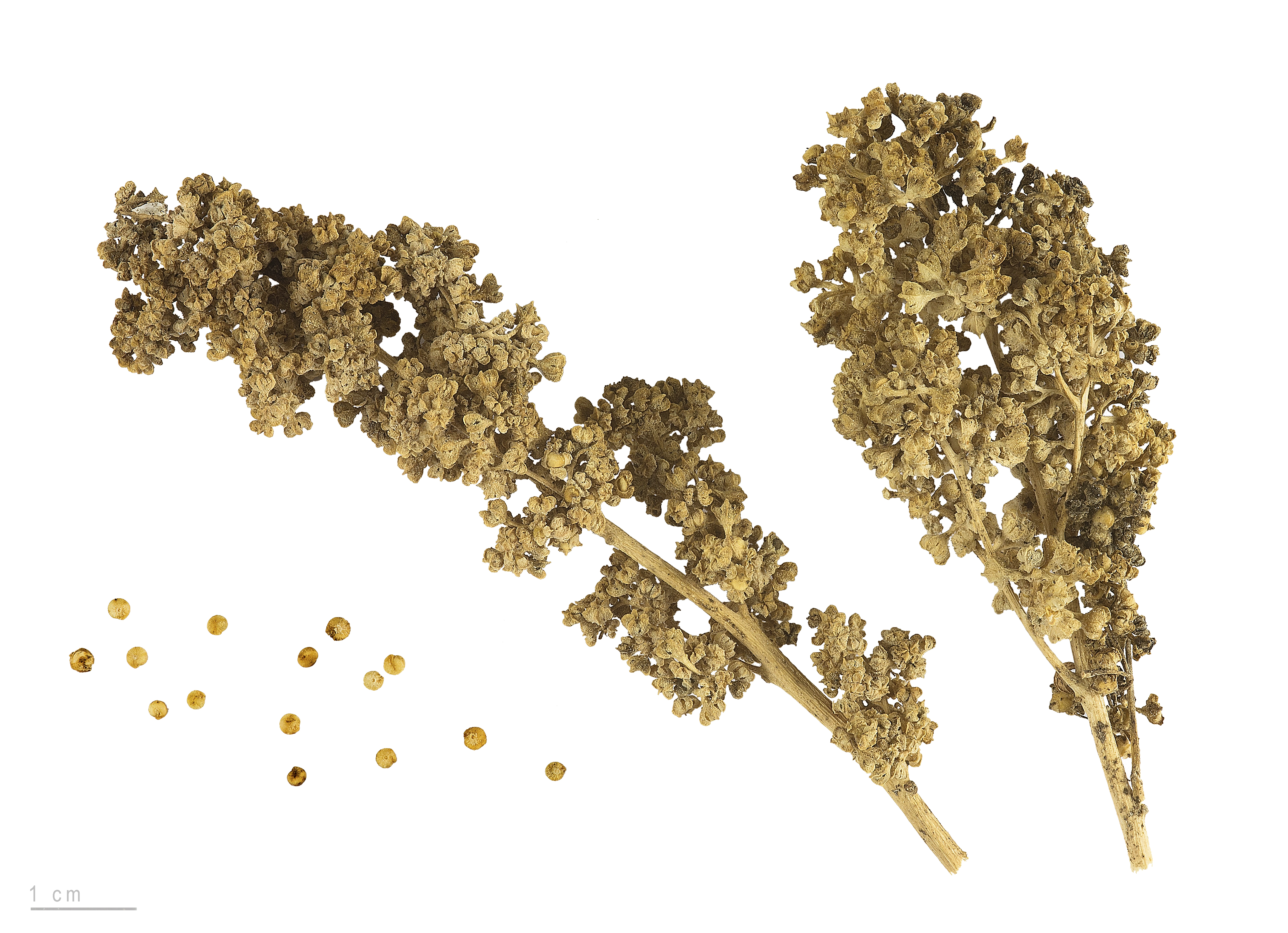
Quinoa „red faro“, Früchte und Samen
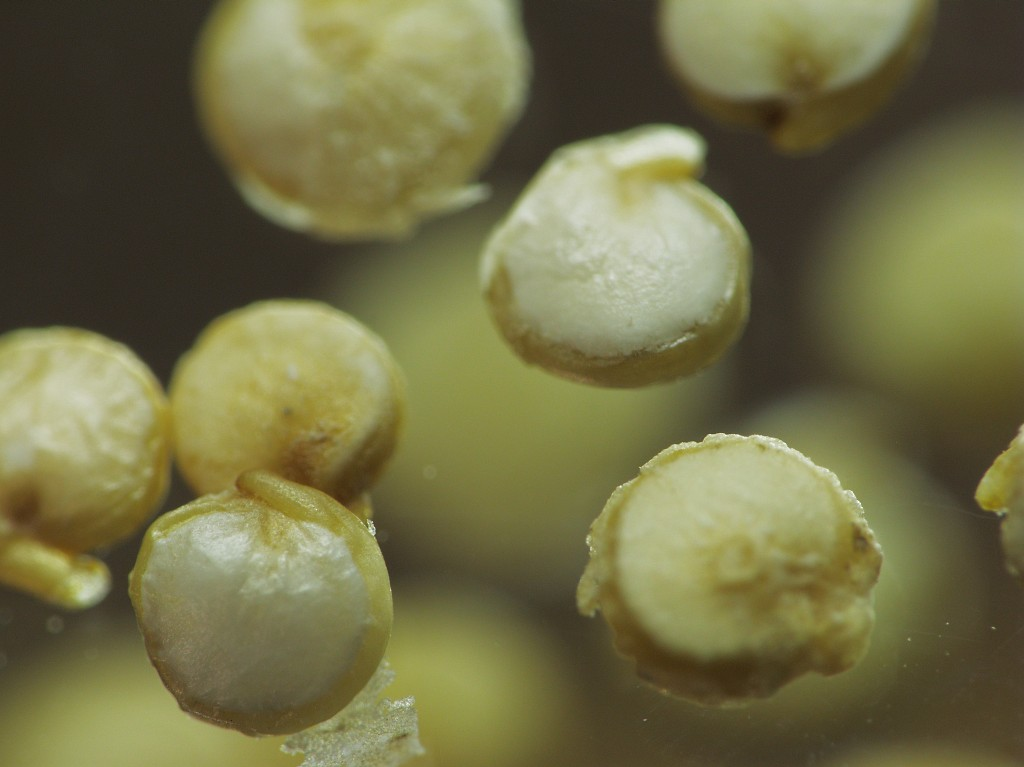
Quinoasamen, man sieht rundum in der Mitte die krummläufige (kampylotrope) Kotyledonen-Anlage
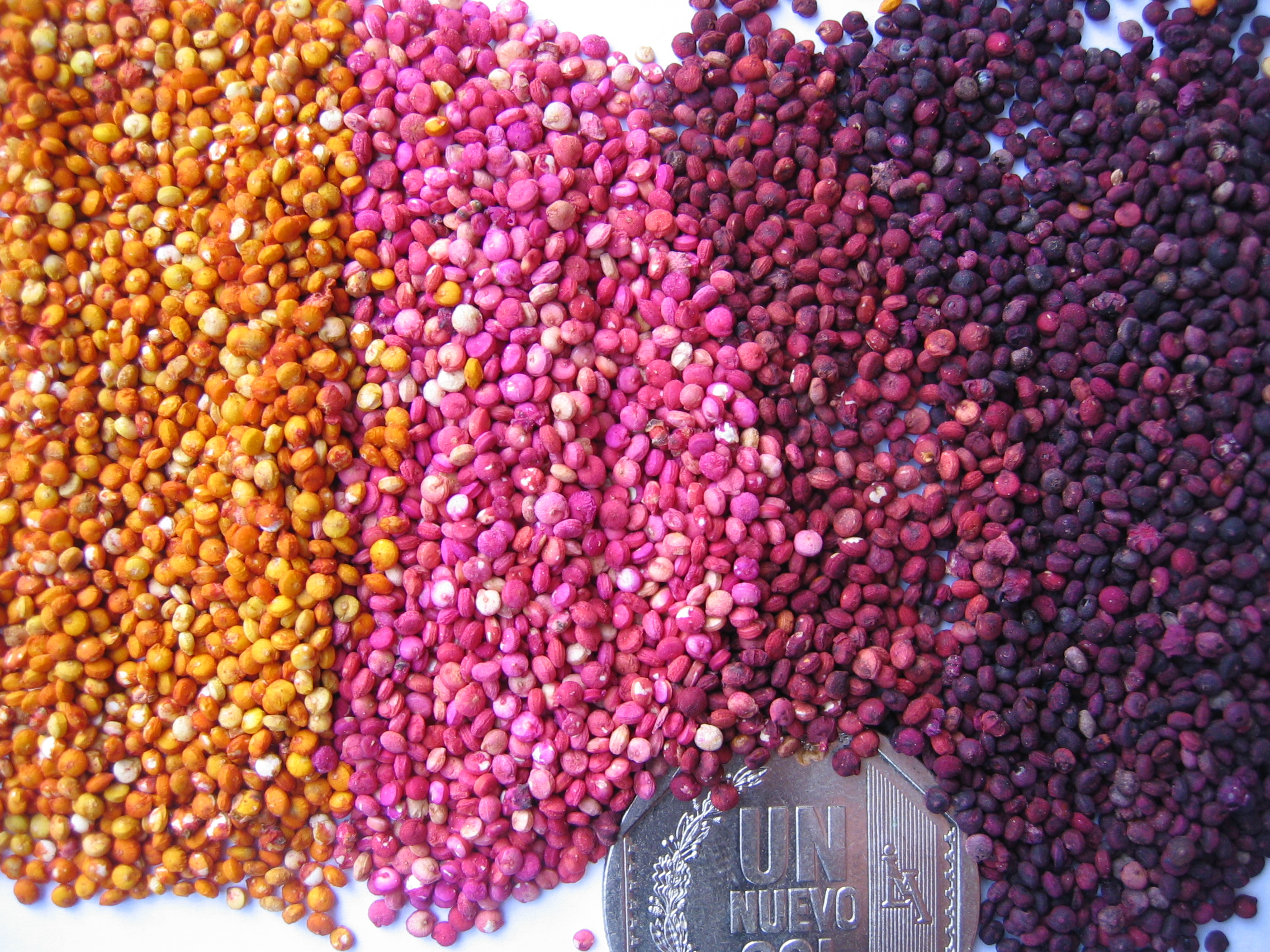
Farbige Quinoasamen
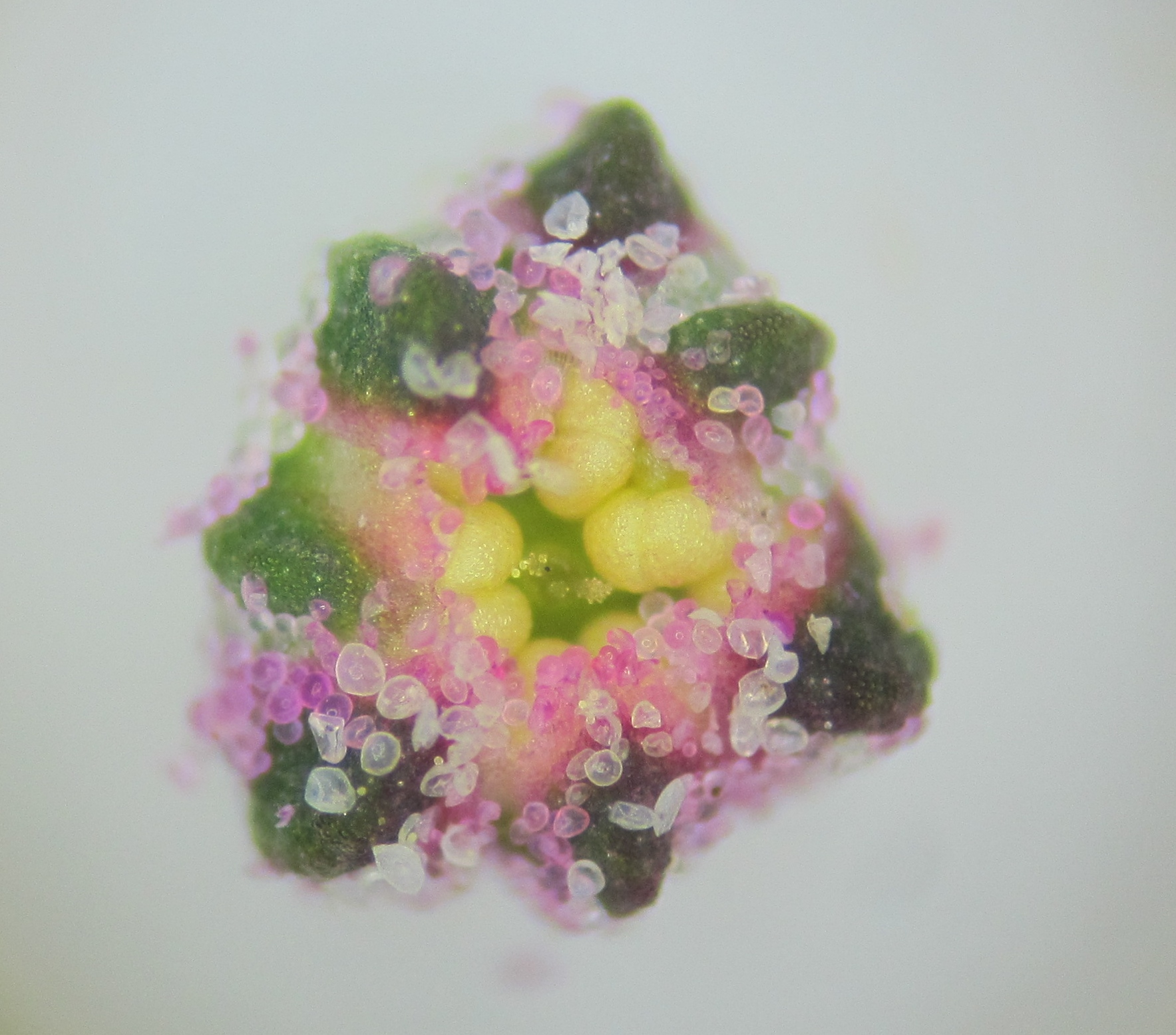
Halbgeöffnete Quinoablüte mit Speicherbläschen (EBCs), in der Mitte sichtbar sind die großen, gelben Antheren und zwei kleine federige Narben
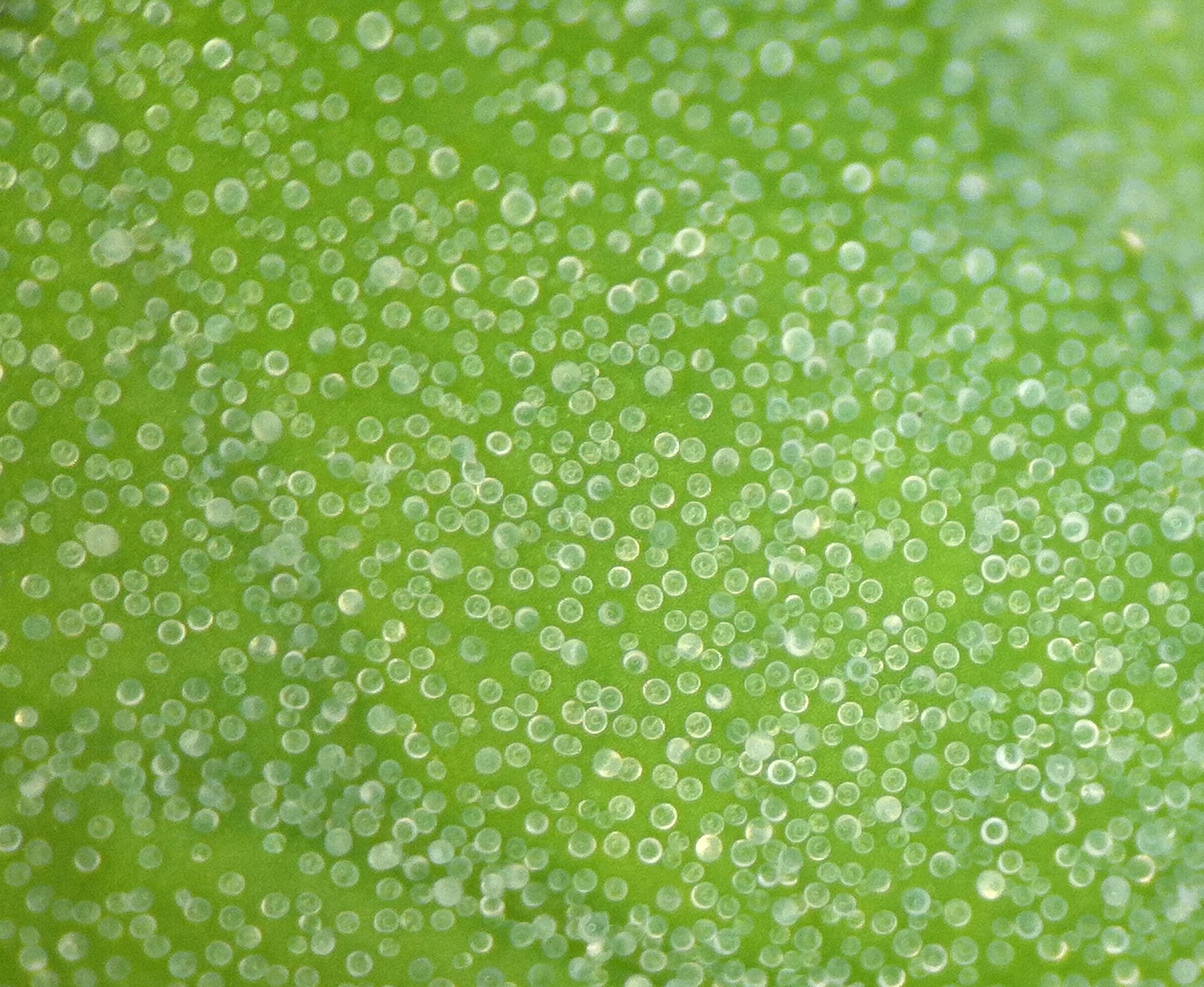
Speicherbläschen (EBCs) auf einem Quinoablatt

## Systematik
Die Erstbeschreibung von Chenopodium quinoa verfasste 1797 Carl Ludwig von Willdenow.
Synonyme von Chenopodium quinoa Willd. sind Chenopodium album subsp. quinoa (Willd.) Kuntze, Chenopodium album var. quinoa (Willd.) Kuntze, Chenopodium canihua O.F.Cook, Chenopodium ccoyto Toro Torrico, Chenopodium ccuchi-huila Toro Torrico, Chenopodium chilense Pers. (nom invalid.), Chenopodium guinoa Krock., Chenopodium hircinum var. quinoa (Willd.) Aellen und Chenopodium nuttalliae Saff. Im Deutschen sind auch folgende Begriffe für die Pflanze üblich: Inkareis, Reismelde, Inkakorn, Reisspinat, Andenhirse oder Perureis.
Quinoa gehört in eine Gruppe äußerst ähnlicher, untereinander teilweise kreuzbarer Arten, die systematisch in Genus Chenopodium, subgenus Chenopodium, Sektion Chenopodium gehören. Nach der Morphologie des Perikarp und der Blütenhülle (Perianth) wird die Gruppe um Quinoa als Subsektion Cellulata Iljin gefasst, die morphologisch durch blasige (alveolate) Fruchtwand und gekielte Kelchblätter gekennzeichnet ist. Innerhalb der Subsektion wird eine Serie Foveosa unterschieden, die neben dem Feigenblättrigen Gänsefuß Chenpopodium ficifolium Sm. vor allem Arten aus Nord- und Mittelamerika enthält. Dazu gehören eine Reihe von tetraploiden, wild wachsenden und kultivierten Arten mit Verbreitung in Nord-, Mittel- und Südamerika. Die Verwandtschaft und Abgrenzung der morphologisch definierten Sippen ist problematisch, auch genetisch sind die Sippen nicht immer klar definierbar, wobei Hybride zwischen den Arten das Bild weiter verkomplizieren. Für eine genaue Analyse sind weitere Studien mit breiterer Taxonabdeckung erforderlich. Dies betrifft vor allem die Abgrenzung von Quinoa und des nahe verwandten Bocks-Gänsefußes mitsamt der jeweiligen Varietäten und Unterarten zueinander.
Innerhalb der Art Chenopodium quinoa kommen als Unkräuter in Kulturland wild wachsende Sippen vor, die „Ajara“ (oder auch „Ayaras“) genannt wird und nach morphologischen Kriterien als Unterart Chenopodium quinoa subsp. milleanum (Aellen) Aellen oder Varietät Chenopodium quinoa var. melanospermum Hunziker gefasst wurden. Diese zeichnen sich u. a. durch die schwarz gefärbten Samenhüllen aus. Tatsächlich erweist sich aber die Verwandtschaft und Ähnlichkeit eher geographisch als zwischen Kultur- und Wildpflanzen determiniert. Die Wild- und die Kulturpflanzen der chilenischen Küstenebene sind untereinander ähnlicher als beide zu den jeweiligen Unkraut- und Kultursippen der Anden. Diese Zweiteilung der Art Quinoa in eine Hochland- und eine Tieflandform wurde durch die genetischen Analysen klar bestätigt. Die chilenische Tieflandsippe, regional als „Quingua“ bezeichnet, ist durch die Morphologie des Blütenstands und die Form des Blattrands von derjenigen des Altiplano abgrenzbar.

## Domestikation

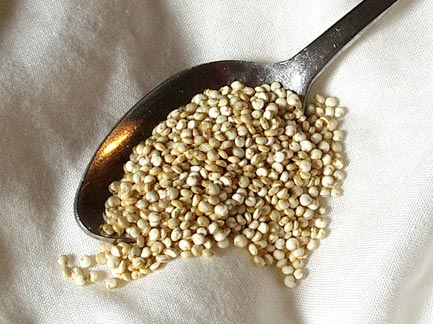
Handelsübliche Quinoa vor der Zubereitung

Sowohl die genetischen als auch die morphologischen Daten erweisen überraschenderweise einen Ursprung des gesamten kultivierten Artenaggregats um Quinoa in Nordamerika, mit anschließender Ausbreitung nach Südamerika. In der (erschlossenen) Ursprungsheimat des Aggregats wurde früher eine weitere, heute ausgestorbene Sippe kultiviert, die als Chenopodium berlandieri subsp. jonesianum bezeichnet wird. Die wild wachsenden, als Chenopodium berlandieri bezeichneten Pflanzen Südamerikas sind Quinoa noch ähnlicher, so dass bei einigen Unkrautsippen die Zugehörigkeit zur jeweiligen Art unsicher ist. Die Daten deuten darauf hin, dass sich zunächst Chenopodium berlandieri, oder eine sehr ähnliche Stammsippe, von Nord- nach Südamerika ausgebreitet hat und diese hier zunächst wild besammelt und später domestiziert worden ist, vermutlich mindestens zweimal, unabhängig im Hoch- und im Tiefland. Die Art wurde als Kulturpflanze von den präkolumbischen indianischen Kulturen weiter verbreitet. Diese Ausbreitung wird vor allem mit dem Reich der Inka in Verbindung gebracht, ging aber weit darüber hinaus, so etwa durch das Volk der Mapuche auf die Insel Chiloé. Nach der Eroberung durch die Spanier wurde die Kultur allerdings stark zurückgedrängt und regional sogar ganz aufgegeben, so etwa in der Gegend um Bogotá in Kolumbien oder der Provinz Córdoba in Argentinien.
Als Ursprungsregion im Altiplano, mit der höchsten Vielfalt an Sorten und Landrassen, gilt die Region um den Titicacasee. Die tatsächliche Domestikation der Art nachzuweisen ist allerdings schwierig, da die Samen vorher vermutlich lange Zeit von Wildpflanzen gesammelt wurden und Wild- und Kulturpflanzen von Quinoa (und noch mehr der nahe verwandten Cañihua) sich bis heute recht ähnlich sind. Als Hinweis auf domestizierte Pflanzen dienen vor allem größere Samen, in Verbindung mit einer bimodalen (d. h. zweigipfligen) Kurve der Größenfrequenz, die auf eine Differenzierung von Kultur- und Wildpflanzen hindeutet. Weitere Merkmale wie die Dicke der Samenschale werden ergänzend hinzugezogen. Auch nach diesen Daten ist die Gegend um den Titicacasee diejenige mit den frühesten Nachweisen (mit bei einem Brand verkohlten Körnern aus Chiripa), deren Alter auf etwa 3500 Jahre abgeschätzt wird.

## Nutzung
Die mineralstoffreichen Blätter werden als Gemüse oder Salat verzehrt. Die senfkorngroßen Samen haben eine getreideähnliche Zusammensetzung, daher wird Quinoa – ebenso wie Amarant – als glutenfreies Pseudogetreide bezeichnet, wobei aber mindestens zwei Quinoasorten dennoch Glutenabschnitte enthalten. Botanisch zählt Quinoa aber zu den Fuchsschwanzgewächsen, und es ist folglich eher mit dem Spinat oder den Rüben verwandt. Es lässt sich gut anstelle von Reis verwenden.
Der Naturkosthandel führt Quinoa pur oder als Zutat in Müslimischungen. Für die Inkas war es ein Mittel gegen Halsentzündungen. Besonders für Menschen, die unter Zöliakie (Glutenunverträglichkeit) leiden, bildet es bei den meisten Sorten einen vollwertigen Getreideersatz. Aufgrund dieser Eigenschaften ist es für Allergiker geeignet und in der vegetarischen sowie veganen Küche sehr beliebt. Für orthodoxe Juden, die während des Pessachfestes außer Matzen keine Getreideprodukte essen dürfen, gilt Quinoa als koscher für Pessach. Quinoa eignet sich auch für die Herstellung von glutenfreiem Bier. Für die Nutzung in der menschlichen Ernährung wird Quinoa vor dem Kochen in Wasser eingeweicht, das Einweichwasser wird abgegossen.

## Anbau
| Weltweite Quinoa-Produktion 2022 (in Tonnen) | Weltweite Quinoa-Produktion 2022 (in Tonnen) |
| -------------------------------------------- | -------------------------------------------- |
| Peru                                         | 113.376                                      |
| Bolivien                                     | 44.707                                       |
| Ecuador                                      | 884                                          |
| Welt gesamt                                  | 147.038                                      |
| Quelle: FAO                                  |                                              |

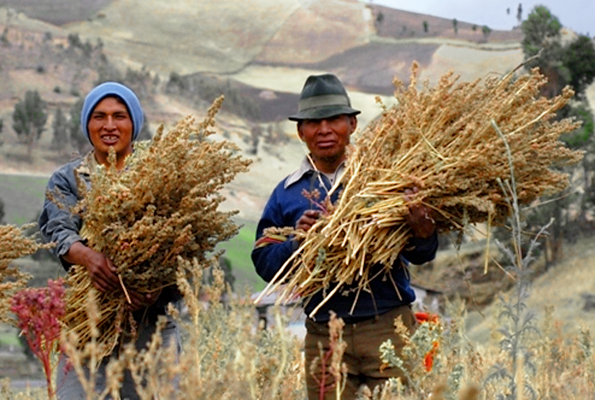
Quinoa-Ernte in Ecuador

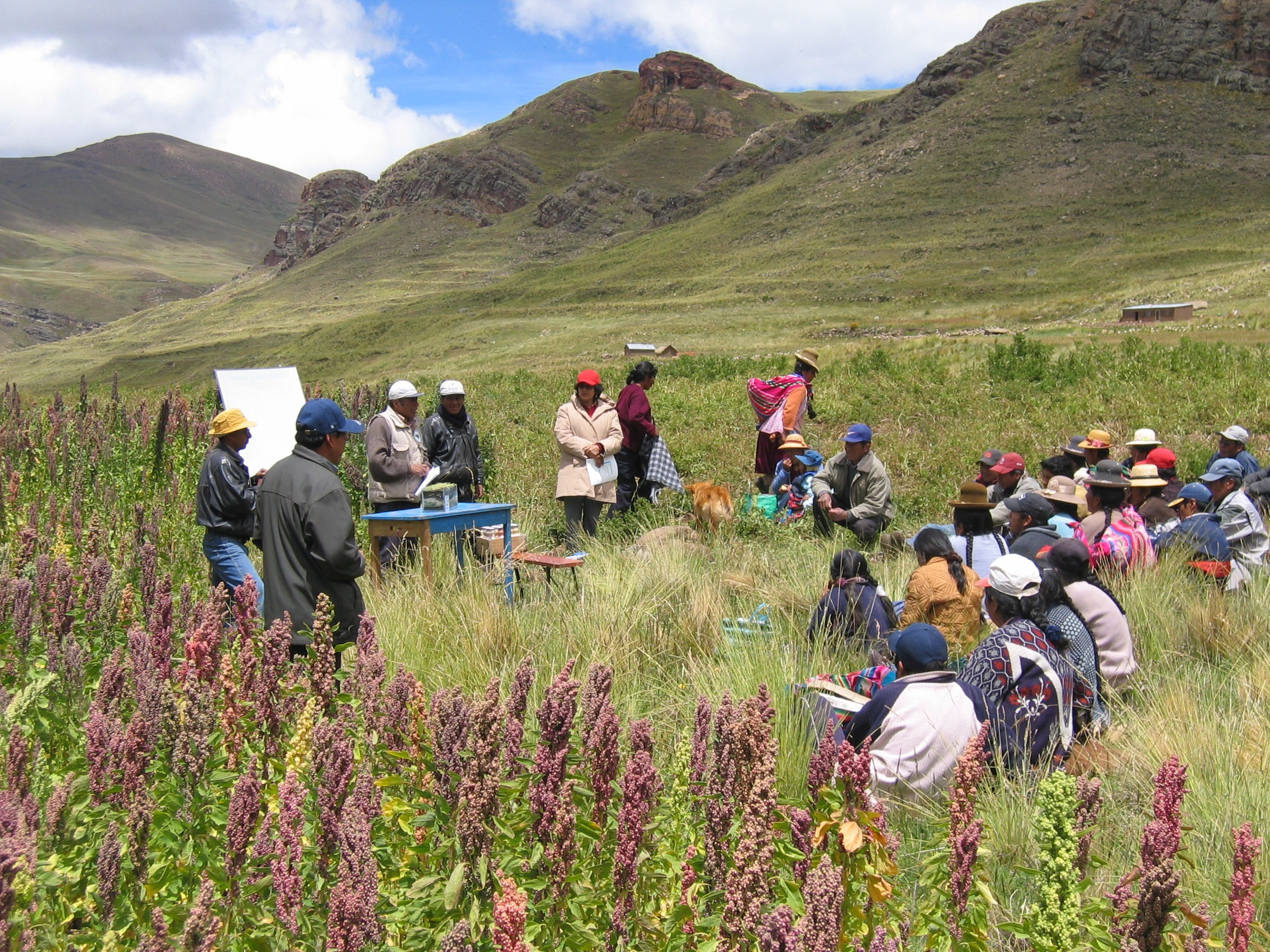
Schulung über Quinoa-Anbau in Peru

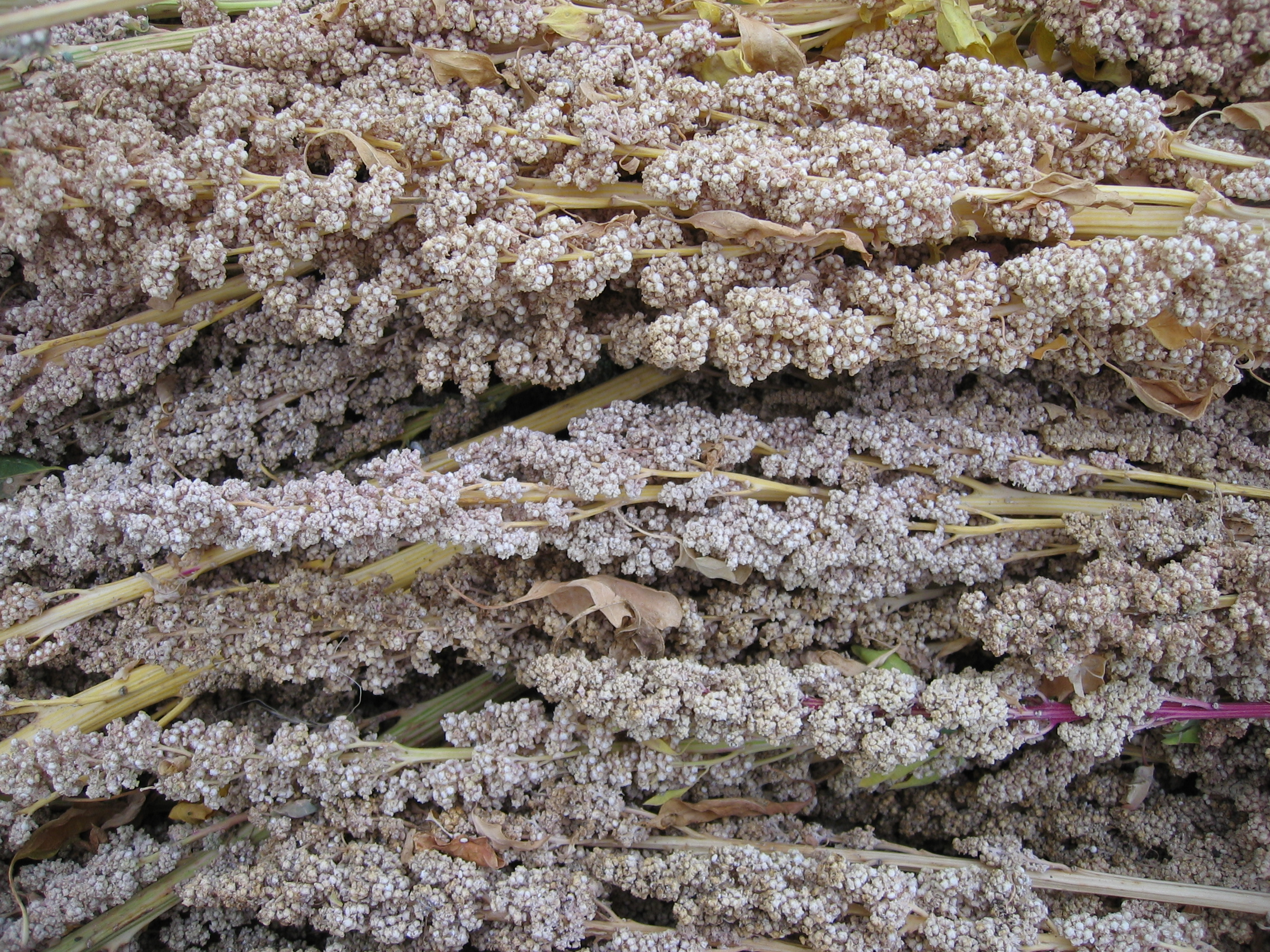
Getrocknete Quinoa vor dem Dreschen

Quinoa wird seit etwa 5000 Jahren gemeinsam mit Amarant (lokale Bezeichnung Kiwicha) als Hauptnahrungsmittel verwendet. Es wurde besonders in den Hochebenen der Anden oberhalb einer Höhe von 4000 m angebaut. Dort waren die beiden Pflanzen für die Menschen unentbehrlich, da Mais in diesen Höhen nicht angebaut werden kann. Während der spanischen Eroberungszüge und Kriege gegen die Inkas und Azteken im 16. Jahrhundert (siehe Francisco Pizarro und Hernán Cortés) wurde der Anbau von Quinoa und Amarant verboten und sogar unter Todesstrafe gestellt.  Damit sollten die Völker geschwächt werden.
1993 machte ein Bericht der NASA Quinoa als „neues“ Getreide, das sich durch seine hohen Eiweißwerte und einzigartige Aminosäurestruktur besonders für die Nutzung in Controlled Ecological Life Support Systems (z. B. Raumstationen oder Kolonien) eignen würde, international bekannt. Die Nachfrage stieg in den folgenden Jahren in Europa und Nordamerika sprunghaft an. Dies führte zu einem erhöhten Weltmarktpreis und steigenden Einkünften der Quinoa-Bauern. Andererseits konnten sich nun immer weniger Bolivianer und Peruaner das stark verteuerte Lebensmittel leisten und mussten auf billigere, industriell verarbeitete Lebensmittel ausweichen.
Laut FAO wurden 2022 weltweit ca. 158.985 Tonnen Quinoa geerntet. Hauptanbauländer sind Peru, Bolivien und Ecuador. In Deutschland werden nur geringe Mengen – meist zu Versuchszwecken – angebaut. In der Schweiz erfolgt der Anbau hauptsächlich durch Mitglieder von IP-Suisse. Wird Quinoa in Mitteleuropa angebaut, so erfolgt die Aussaat von Anfang bis Mitte April. Die Ernte erfolgt ab Mitte September mit Mähdreschern. Da die Körner in den großen Fruchtständen ungleichmäßig reifen, ist nach der Ernte die Trocknung der Körner erforderlich.
Heute wird der Anbau dieses Pseudogetreides im Rahmen von Entwicklungsprojekten in Peru und Bolivien gefördert, da die Pflanzen geringe Ansprüche an Boden und Wasser stellen und als ein gesundes alternatives Nahrungsmittel erkannt wurden. Ein Anbau außerhalb Südamerikas ist bisher unüblich, er wird für die Himalaya-Region in Indien aber erwogen.

## Durchschnittliche Zusammensetzung
Je 100 g essbarem Anteil:
| Bestandteile        |                    |
| ------------------- | ------------------ |
| Energie             | 1434 kJ (343 kcal) |
| Wasser              | 12,7 g             |
| Eiweiß              | 13,8 g             |
| Fett                | 5,0 g (MUF: 2,6 g) |
| Kohlenhydrate       | 58,5 g             |
| davon Ballaststoffe | 6,6 g              |
| Mineralstoffe       | 3,3 g              |

| Mineralstoffe |        |
| ------------- | ------ |
| Kalium        | 805 mg |
| Phosphor      | 330 mg |
| Magnesium     | 275 mg |
| Calcium       | 80 mg  |
| Natrium       | 10 mg  |
| Eisen         | 8 mg   |
| Zink          | 2,5 mg |

| Vitamine    |        |
| ----------- | ------ |
| Vitamin A   | 0,0 µg |
| Vitamin E   | 0,1 mg |
| Vitamin B1  | 170 µg |
| Nicotinamid | 450 µg |
| Folsäure    | 50 µg  |
| Vitamin B12 | 0,0 µg |
| Vitamin C   | 4 mg   |

Quinoa ist verhältnismäßig reich an Proteinen sowie an den Mineralstoffen Kalium, Magnesium und Phosphor. Der Gehalt an Proteinen und einigen Mineralien (besonders Magnesium und Eisen) übertrifft den Gehalt bei gängigen Getreidearten. Es enthält reichlich Vitamin B1, während die anderen B-Vitamine einschließlich Folsäure nur relativ gering vorhanden sind. Die fettlöslichen Vitamine A und E fehlen nahezu vollständig, und Vitamin C ist nur in geringen Spuren enthalten. Das Aminosäurespektrum umfasst alle essentiellen Aminosäuren. Die Fettsäuren sind zu über 50 Prozent ungesättigt. Vitamingehalt und Nährwert sind ungefähr dem von Reis vergleichbar. Quinoa enthält jedoch deutlich mehr Mineralien, mehr Proteine und eine größere Menge an mehrfach ungesättigten Fettsäuren (dafür weniger Kohlenhydrate). Der Verzehr von 100 g Quinoa deckt etwa ein Drittel des empfohlenen Tagesbedarfs an Eisen und Magnesium.

## Gesundheitsaspekte
Den Schutz vor Schädlingen erreicht Quinoa durch bitter schmeckende Saponine, die auf der Samenschale (Perikarp) liegen. In ungeschältem Zustand ist Quinoa daher ungenießbar. Handelsübliche Quinoa ist daher geschält oder gewaschen und dadurch weitgehend von Saponinen befreit und entbittert. Durch ein Erhitzen/Kochen kann etwa ein Drittel der eventuell verbliebenen Saponine unschädlich gemacht werden. Der mögliche Restgehalt an Saponinen ist für den Menschen nicht schädlich, da sie kaum vom Darm aufgenommen werden.

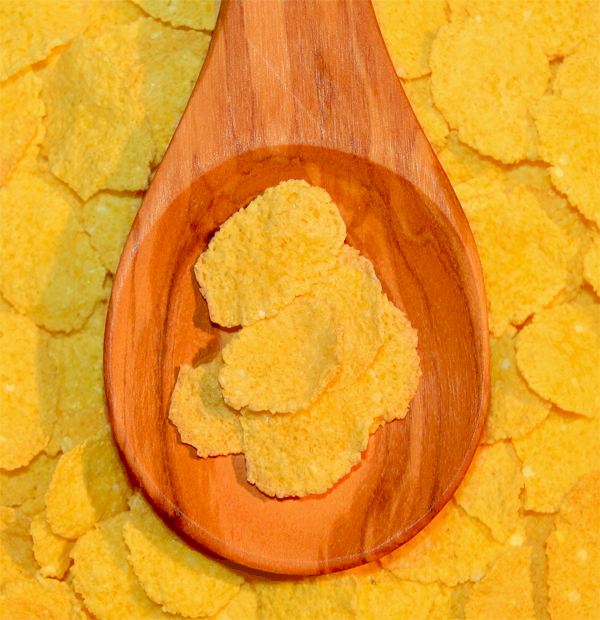
Röstquinoa
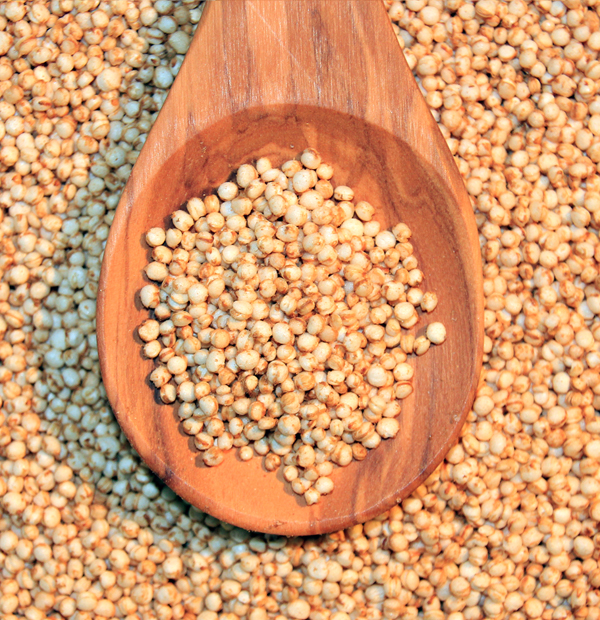
Puffquinoa
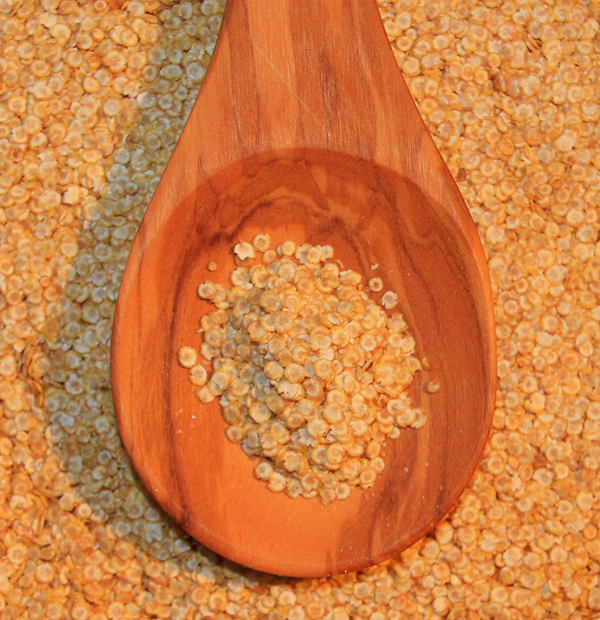
Quinoaflocken

## Film
- Bolivien. Das Jahr der Quinoa. Dokumentarfilm, Deutschland, 2013, 12 Min., Buch und Regie: Yannick Cador, Elsa Kleinschmager, Chrystelle Barbier, Jennifer Scharwatt, Produktion: arte, Reihe: Arte-Reportage, Erstsendung: 25. Mai 2013 bei arte, Inhaltsangabe und online-Video; Video nicht mehr verfügbar (Memento vom 10. Juni 2015 im Internet Archive).